# Casa de Juan Pariente
La casa de Juan Pariente está situada en la localidad de Llanes, en el concejo asturiano del mismo nombre.
Situada en la calle Mayor, esta casa fechada en el siglo XV, es la más antigua de Llanes, si bien de la construcción original solo se conserva la puerta de entrada de arco de medio punto. Lleva el nombre de Juan Pariente, oficial en la corte de Juan II, siendo nombrado más tarde por Enrique IV castellano de la Villa de LLanes.
La casa es también famosa porque en ella pernoctó durante dos noches Carlos I de España cuando en 1517 llegó por primera vez a España.